# Juego de coordinación

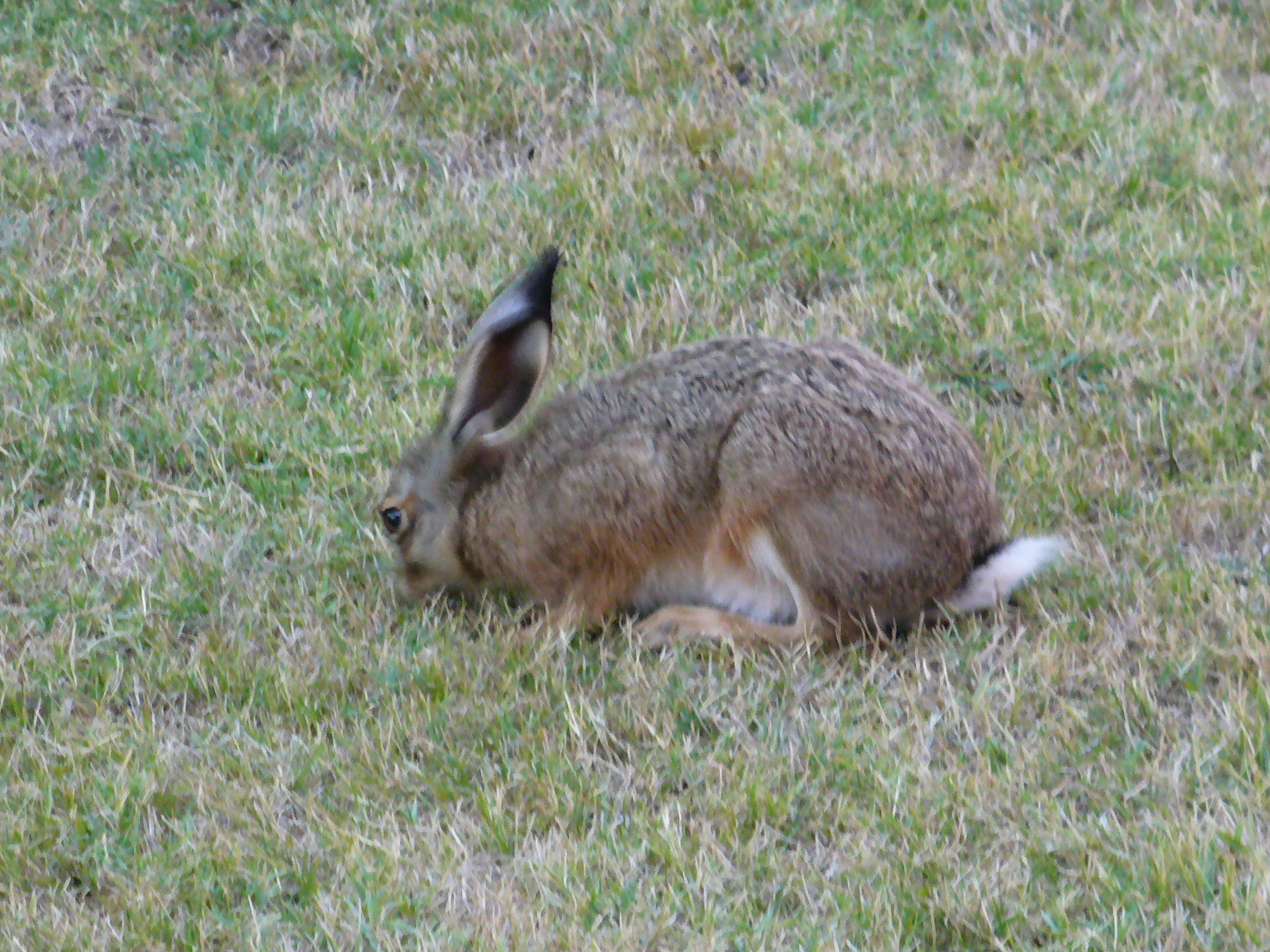
La liebre puede ser una alternativa más segura para los cazadores que la caza del ciervo

En teoría de juegos, los juegos de coordinación son una clase de juegos con múltiples equilibrios de estrategia pura en los que los jugadores eligen las mismas estrategias o las estrategias correspondientes. 

## Características
Si este juego es un juego de coordinación, las siguientes desigualdades se mantienen en la matriz de pagos para el jugador 1 (filas): A   >   B,   D   >   C, y para el jugador 2 (columnas): a   >   c,   d  >   b.  Ver la figura 1.  En este juego los perfiles de estrategia {Izquierda, Arriba} y {Derecha, Abajo} son equilibrios de Nash puros, marcados en gris.  Esta configuración puede extenderse a más de dos estrategias (las estrategias generalmente se ordenan de modo que los equilibrios de Nash se encuentren en diagonal de arriba abajo a la derecha), así como para un juego con más de dos jugadores. 

## Ejemplos
Un caso típico para un juego de coordinación es elegir los lados del camino para conducir, un estándar social que puede salvar vidas si se respeta ampliamente. En un ejemplo simplificado, suponga que dos conductores se encuentran en un camino de tierra estrecho. Ambos tienen que desviarse para evitar una colisión frontal. Si ambos ejecutan la misma maniobra de desvío, lograrán superarse, pero si eligen diferentes maniobras, chocarán. En la matriz de pagos de la Fig. 2, la aprobación exitosa se representa con un pago de 10 y una colisión con un pago de 0. 
En este caso, hay dos equilibrios de Nash puros: ambos giran hacia la izquierda o ambos giran hacia la derecha.  En este ejemplo, no importa de qué lado elijan los dos jugadores, siempre que ambos elijan el mismo. Ambas soluciones son Pareto eficientes.  
Esto no es cierto para todos los juegos de coordinación, como lo muestra el juego de coordinación pura de la Fig. 3.  La coordinación pura (o interés común) es el juego donde los jugadores prefieren el mismo resultado de equilibrio de Nash, aquí ambos jugadores prefieren divertirse en lugar de quedarse en casa para ver la televisión. El resultado de {Party, Party} Pareto domina el resultado de {Home, Home}, al igual que ambos Pareto dominan los otros dos resultados, {Party, Home} y {Home, Party}. 
|                        | Left   | Right  |
| Left                   | 10, 10 | 0, 0   |
| Right                  | 0, 0   | 10, 10 |
| Fig. 2: Choosing sides |        |        |

|                                | Party  | Home |
| Party                          | 10, 10 | 0, 0 |
| Home                           | 0, 0   | 5, 5 |
| Fig. 3: Pure coordination game |        |      |

|                             | Party | Home  |
| Party                       | 10, 5 | 0, 0  |
| Home                        | 0, 0  | 5, 10 |
| Fig. 4: Battle of the sexes |       |       |

|                   | Stag   | Hare |
| Stag              | 10, 10 | 0, 8 |
| Hare              | 8, 0   | 7, 7 |
| Fig. 5: Stag hunt |        |      |

Esto es diferente en otro tipo de juego de coordinación comúnmente llamado batalla de los sexos (o coordinación de intereses en conflicto), como se ve en la Fig. 4. En este juego, ambos jugadores prefieren participar en la misma actividad que ir solos, pero sus preferencias difieren sobre qué actividad deben realizar. El jugador 1 prefiere que ambos vayan de fiesta, mientras que el jugador 2 prefiere que ambos se queden en casa. 
Finalmente, el juego de la caza del ciervo en la Fig. 5 muestra una situación en la que ambos jugadores (cazadores) pueden beneficiarse si cooperan (cazando un ciervo).  Sin embargo, la cooperación puede fallar, porque cada cazador tiene una alternativa que es más segura porque no requiere cooperación para tener éxito (cazar una liebre). Este ejemplo del posible conflicto entre seguridad y cooperación social se debe originalmente a Jean-Jacques Rousseau. 

### Normas voluntarias
En ciencias sociales, una norma voluntaria (cuando se caracteriza también como norma de facto) es una solución típica a un problema de coordinación. La elección de un estándar voluntario tiende a ser estable en situaciones en las que todas las partes pueden obtener ganancias mutuas, pero solo tomando decisiones coherentes entre sí. En contraste, una norma de obligación (impuesta por la ley como "norma de jure") es una solución al problema del prisionero.

## Estrategia mixta de equilibrio de Nash
Las correspondencias de reacción para los juegos de coordinación 2 × 2 se muestran en la Fig. 6. 
Los equilibrios de Nash puros son los puntos en las esquinas inferior izquierda y superior derecha del espacio de la estrategia, mientras que el equilibrio de Nash mixto se encuentra en el centro, en la intersección de las líneas discontinuas. 
A diferencia de los equilibrios de Nash puros, el equilibrio mixto no es una estrategia evolutivamente estable (ESS).  El equilibrio de Nash mixto también está dominado por los dos equilibrios de Nash puros (ya que los jugadores no podrán coordinar con probabilidad no nula), un dilema que llevó a Robert Aumann a proponer el refinamiento de un equilibrio correlacionado. 

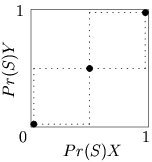
Fig.6 - Correspondencia de reacción para juegos de coordinación 2x2. Los equilibrios de Nash se muestran con puntos, donde las correspondencias de los dos jugadores concuerdan, es decir, se cruzan

## Coordinación y selección de equilibrio
Juegos como el ejemplo de conducción anterior han ilustrado la necesidad de solucionar problemas de coordinación. A menudo nos enfrentamos a circunstancias en las que debemos resolver problemas de coordinación sin la capacidad de comunicarnos con nuestro socio. Muchos autores han sugerido que los equilibrios particulares son focales por una razón u otra. Por ejemplo, algunos equilibrios pueden dar mayores beneficios, ser naturalmente más destacados, pueden ser más justos o pueden ser más seguros. A veces, estos refinamientos entran en conflicto, lo que hace que ciertos juegos de coordinación sean especialmente complicados e interesantes (por ejemplo, la caza del ciervo, en la que {ciervo, ciervo} tiene mayores beneficios, pero {liebre, liebre} es más seguro). 

## Resultados experimentales
Los juegos de coordinación han sido estudiados en experimentos de laboratorio. Uno de esos experimentos de Bortolotti, Devetag y Ortmann fue un experimento de enlace débil en el que se pedía a los grupos de individuos que contaran y clasificaran las monedas en un esfuerzo por medir la diferencia entre los incentivos individuales y grupales. Los jugadores en este experimento recibieron una recompensa en función de su desempeño individual, así como un bono que fue ponderado por la cantidad de errores acumulados por el miembro del equipo con peor desempeño. Los jugadores también tenían la opción de comprar más tiempo, el costo de hacerlo se restó de su pago. Mientras que los grupos inicialmente no se coordinaron, los investigadores observaron que alrededor del 80% de los grupos del experimento se coordinaron con éxito cuando se repitió el juego.
Cuando los académicos hablan sobre el fracaso de la coordinación, en la mayoría de los casos los sujetos alcanzan el dominio del riesgo en lugar del dominio de la recompensa. Incluso cuando los pagos son mejores cuando los jugadores se coordinan en un equilibrio, muchas veces las personas eligen la opción menos arriesgada en la que se les garantiza un pago y terminan en un equilibrio que tiene un rendimiento subóptimo.   
Es más probable que los jugadores no coordinen una opción más arriesgada cuando la diferencia entre tomar el riesgo o la opción segura es menor. Los resultados de laboratorio sugieren que la falta de coordinación es un fenómeno común en el contexto de los juegos de estadísticas de orden y los juegos de caza del ciervo.

## Otros juegos con externalidades

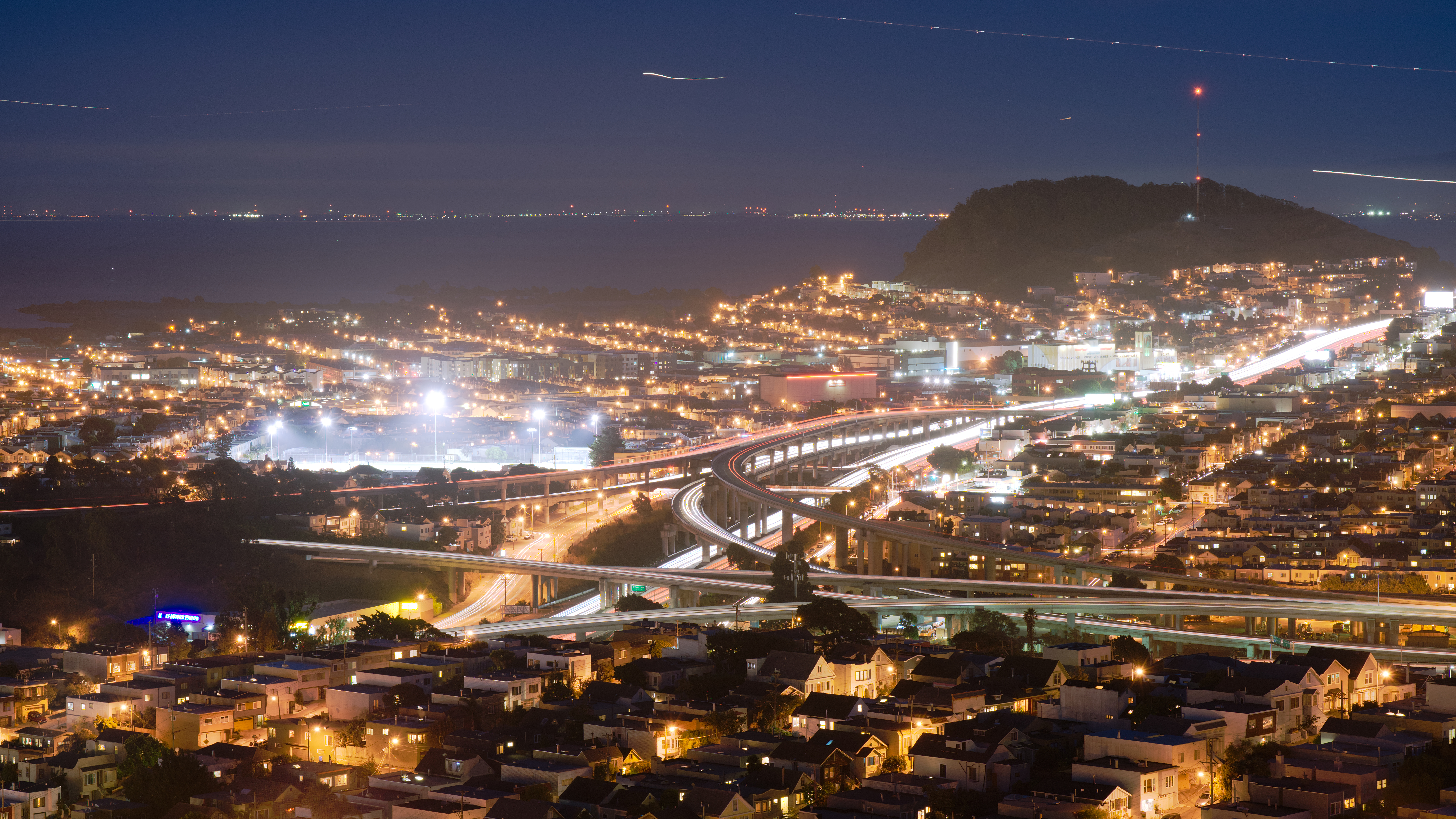
Vista de San Francisco desde Bernal Heights en que se ve la confluencia entre la U.S. Route 101 y la Interstate 280

Los juegos de coordinación están estrechamente relacionados con el concepto económico de las externalidades y, en particular, con las externalidades positivas de la red, el beneficio obtenido al estar en la misma red que otros agentes. A la inversa, los teóricos de juegos han modelado el comportamiento bajo externalidades negativas donde la elección de la misma acción genera un costo en lugar de un beneficio. El término genérico para esta clase de juego es juego de anti-coordinación.   
El ejemplo más conocido de un juego de 2 jugadores de anti-coordinación es el juego de la gallina (también conocido como juego Hawk-Dove). Usando la matriz de pagos de la Figura 1, un juego es un juego de anti-coordinación si B > A y C > D para el jugador de la fila 1 (con los análogos en minúsculas b > d y c > a para el jugador de la columna 2).  {Abajo, Izquierda} y {Arriba, Derecha} son los dos equilibrios puros de Nash.  La gallina también requiere que A > C, por lo que un cambio de {Arriba, Izquierda} a {Arriba, Derecha} mejora la recompensa del jugador 2, pero reduce la recompensa del jugador 1, introduciendo el conflicto. Esto contrarresta la configuración estándar del juego de coordinación, donde todos los cambios unilaterales en una estrategia conducen a ganancias mutuas o pérdidas mutuas. 
El concepto de juegos anti-coordinación se ha extendido a la situación de varios jugadores. Un juego de hacinamiento se define como un juego en el que la recompensa de cada jugador no aumenta con respecto al número de otros jugadores que eligen la misma estrategia (es decir, un juego con externalidades de red negativas). Por ejemplo, un conductor podría tomar la ruta 101 de EE. UU. o la carretera interestatal 280 desde San Francisco a San José.  Mientras que el trayecto por la 101 es más corto, la 280 se considera más pintoresca, por lo que los conductores pueden tener diferentes preferencias y las dos independientes del flujo de tráfico. Pero cada automóvil adicional en cualquiera de las rutas aumentará ligeramente el tiempo de manejo en esa ruta, por lo que el tráfico adicional crea externalidades negativas en la red, e incluso los conductores interesados en el paisaje podrían optar por tomar 101 si 280 está demasiado llena.  Un juego de congestión es un juego de hacinamiento en redes. El juego minoritario es un juego donde el único objetivo de todos los jugadores es ser parte de uno de los dos grupos más pequeños. Un ejemplo bien conocido del juego minoritario es el problema del bar El Farol propuesto por W. Brian Arthur . 
Una forma híbrida de coordinación y anti-coordinación es el juego de descoordinación, donde el incentivo de un jugador es coordinar mientras que el otro jugador trata de evitar esto.  Los juegos de descoordinación no tienen equilibrios de Nash puros.  En la Figura 1, escogiendo pagos para que A > B, C < D, mientras que a < b, c  > d, crea un juego de descoordinación. En cada uno de los cuatro estados posibles, tanto el jugador 1 como el jugador 2 están mejor cambiando su estrategia, por lo que el único equilibrio de Nash es mixto. El ejemplo canónico de un juego de descoordinación es el juego de los centavos iguales .